# Pomport
 Pomport  (en occitano Pompòrt) es una población y comuna francesa, situada en la región de Aquitania, departamento de Dordoña, en el distrito de Bergerac y cantón de Sigoulès.

## Demografía
| 868 | 765 | 673 | 641 | 655 | 707 |
| Para los censos de 1962 a 1999 la población legal corresponde a la población sin duplicidades (Fuente: INSEE [Consultar]) |     |     |     |     |     |